# Szöllősi Imre
Szöllősi Imre (Budapest, 1941. február 19. – Budapest, 2022. december 27.) világbajnok, ötszörös Európa-bajnok és olimpiai ezüstérmes magyar kajakozó, edző.

## Pályafutása
1956-ban kezdett el kajakozni. Pályafutása során egyszer nyert világbajnoki, ötször pedig Európa-bajnoki címet. Három olimpián indult, Rómában két ezüstérmet, Mexikóvárosban pedig egy bronzérmet szerzett. A sport mellett külkereskedelmi diplomát szerzett.